# Podziałka złożona
Podziałka złożona – wykres przedstawiający skalę mapy za pomocą którego mierzy się odległość na mapie z większa dokładnością niż przy pomocy podziałki liniowej.

## Charakterystyka
Podziałka składa się z kilku podziałek liniowych znajdujących się jedna nad drugą, z których każda przedstawia odległości na konkretnej szerokości geograficznej. Identyczne wartości odległości poszczególnych podziałek liniowych połączone są ze sobą linia krzywą.
Stosowana w przypadkach, gdy takie same odległości na mapie małoskalowej w różnych szerokościach geograficznych nie odpowiadają takim samym odległościom w rzeczywistości (np. na mapie w skali 1:100.000.000 w odwzorowaniu Merkatora na równiku 1 cm odpowiada 100 km w rzeczywistości, a ten sam 1 cm na mapie na równoleżniku 60° odpowiada 50 km w rzeczywistości).
Podziałka ta w praktyce stosowana jest wyłącznie dla map świata w odwzorowaniach niewiernoodległościowych (np. Merkatora, Mollweidego). Dawniej używana była częściej, obecnie na mapach świata raczej nie przedstawia się podziałki tylko stosuje się skalę liczbową.

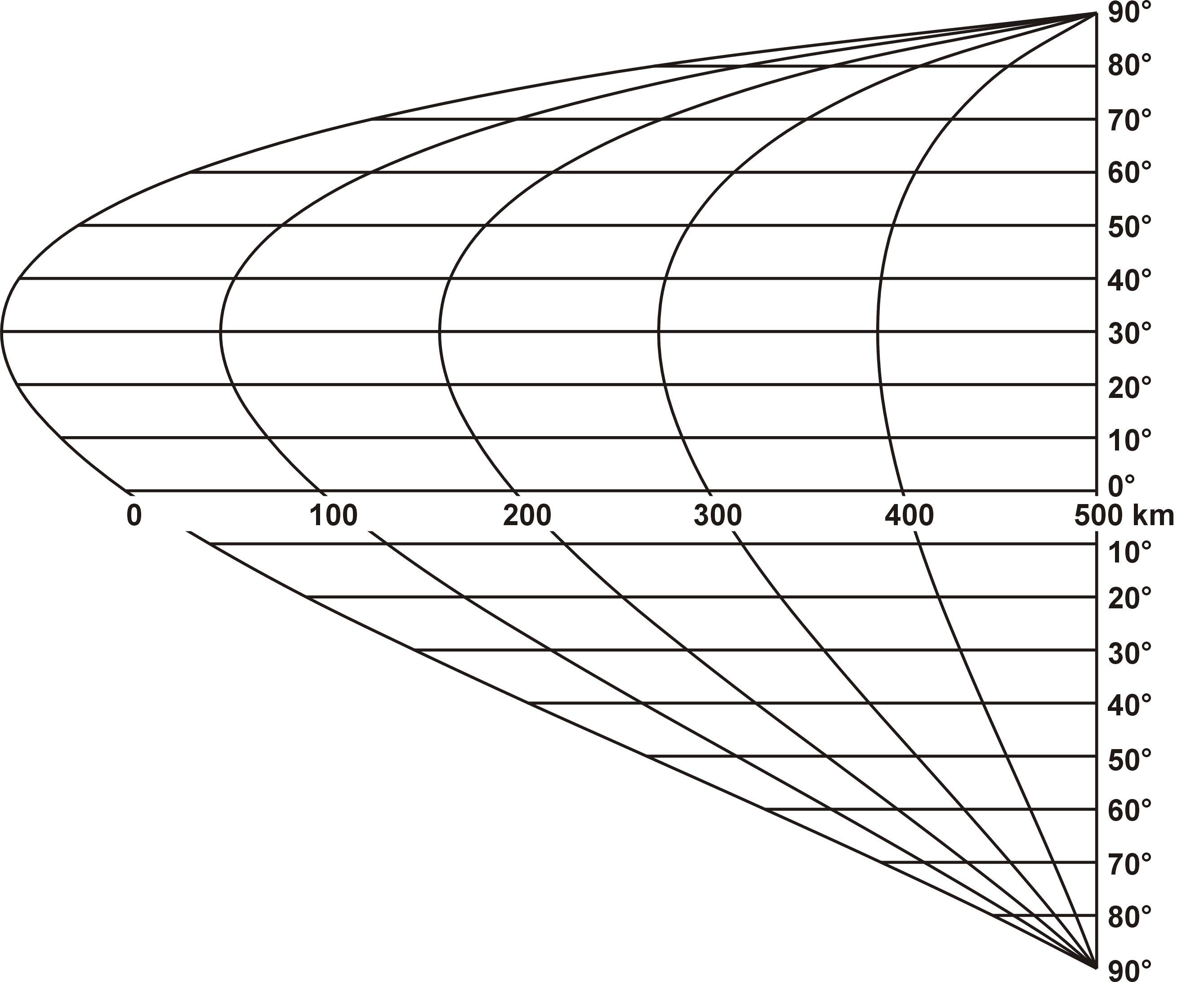
Podziałka złożona opracowana dla mapy świata w odwzorowaniu stożkowym Ptolemeusza z południkiem styczności 30°N - zniekształcenia odległości na półkuli północnej i południowej mają różne rozkłady